# Ketapangia leucochorda
Ketapangia leucochorda är en fjärilsart som först beskrevs av Edward Meyrick 1908.  Ketapangia leucochorda ingår i släktet Ketapangia och familjen styltmalar. Inga underarter finns listade i Catalogue of Life.